# Morgan M. Moulder

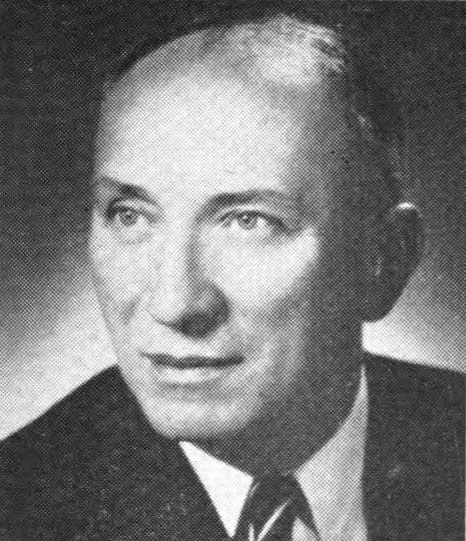
Morgan M. Moulder

Morgan Moore Moulder (* 31. August 1904 in Linn Creek, Camden County, Missouri; † 12. November 1976 in Camdenton, Missouri) war ein US-amerikanischer Politiker. Zwischen 1949 und 1963 vertrat er den Bundesstaat Missouri im US-Repräsentantenhaus.

## Werdegang
Morgan Moulder besuchte die öffentlichen Schulen seiner Heimat und studierte danach an der University of Missouri in Columbia. Nach einem anschließenden Jurastudium an der Cumberland University in Lebanon (Tennessee) und seiner 1928 erfolgten Zulassung als Rechtsanwalt begann er in Linn Creek in diesem Beruf zu arbeiten. Zwischen 1928 und 1938 war er Staatsanwalt im Camden County. Danach arbeitete er wieder als privater Rechtsanwalt. Zwischen 1943 und 1946 war Moulder für den Bundesstaatsanwalt im westlichen Teil von Missouri tätig. Von April 1947 bis Dezember 1948 fungierte er als Richter im 18. Gerichtsbezirk seines Staates.
Politisch war Moulder Mitglied der Demokratischen Partei. Bei den Kongresswahlen des Jahres 1948 wurde er im zweiten Wahlbezirk von Missouri in das US-Repräsentantenhaus in Washington, D.C. gewählt, wo er am 3. Januar 1949 die Nachfolge des Republikaners Max Schwabe antrat. Nach sechs Wiederwahlen konnte er bis zum 3. Januar 1963 sieben Legislaturperioden im Kongress absolvieren. Seit 1953 vertrat er als Nachfolger von Claude I. Bakewell den elften Distrikt seines Staates. In seine Zeit als Kongressabgeordneter fielen unter anderem der Koreakrieg und der Beginn der Bürgerrechtsbewegung. Damals wurden auch der 22. und der 23. Verfassungszusatz verabschiedet.
1962 verzichtete Moulder auf eine weitere Kongresskandidatur. In den folgenden Jahren praktizierte er wieder als Anwalt. Er starb am 12. November 1976 in Camdenton. Morgan Moulder war seit 1929 mit Nedra White verheiratet, mit der er eine Tochter hatte.